# Сербия и Черногория на зимних Олимпийских играх 2006
Сербия и Черногория принимала участие в Зимних Олимпийских играх 2006 года в Турине (Италия) в третий раз за свою историю, но не завоевала ни одной медали. Сборную страны представляли 3 женщины.